# Eberhard Hoppe

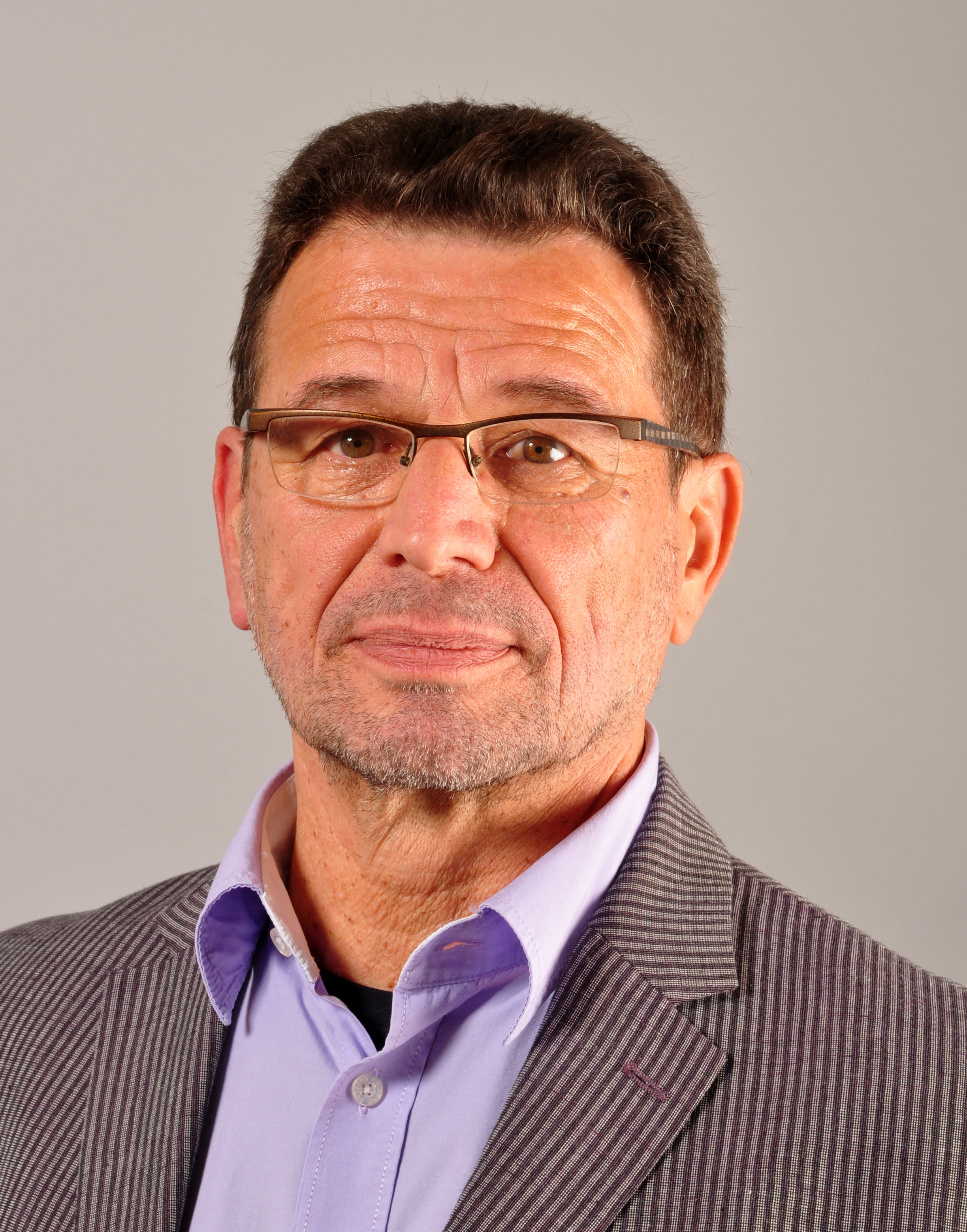
Eberhard Hoppe (2013)

Eberhard Hoppe (* 15. Oktober 1948 in Lehndorf) ist ein deutscher Musiker und Politiker der SPD. Von 1993 bis 1994 war er Mitglied des Landtags von Mecklenburg-Vorpommern.

## Leben und Beruf
Hoppe lebt seit 1970 in Schwerin und war bis zu seiner Pensionierung 2013 als Cellist in der Mecklenburgischen Staatskapelle tätig.

## Politik
In der Nachwendezeit war Hoppe Kreisvorsitzender der Schweriner SPD. In einem Gespräch mit der Zeit bezeichnete er sich als „konservativer Sozialdemokrat“. Er gehörte lange Jahre dem Schweriner Stadtrat an und war dort bildungspolitischer Sprecher der SPD-Ratsfraktion sowie Vorsitzender des Bildungsausschusses. Nach den Kommunalwahlen 2019 schied er aus dem Stadtrat aus.
Bei der Landtagswahl 1990 kandidierte Hoppe zunächst erfolglos für den Landtag. Am 16. März 1993 rückte er für Peter Kauffold in den Landtag nach und gehörte diesem bis zum Ende der Wahlperiode an. Nach seiner Zeit im Landtag war er Präsident des Vereins der ehemaligen Abgeordneten.

## Auszeichnungen
- 2012: Echo Klassik (als Teil der Mecklenburgischen Staatskapelle Schwerin)